# Ana Otasević
Ana Otašević(ur. 4 maja 1987 w Nikšiciu) – czarnogórska siatkarka, grająca na pozycji środkowej. Od sezonu 2018/2019 występuje w drużynie CS Știința Bacău.

## Sukcesy klubowe
Mistrzostwo Serbii:
- 2011

Mistrzostwo Słowacji:
- 2015

Mistrzostwo Rumunii:
- 2018